# Calodexia lateralis
Calodexia lateralis är en tvåvingeart som först beskrevs av Charles Howard Curran 1934. Calodexia lateralis ingår i släktet Calodexia och familjen parasitflugor.
Artens utbredningsområde är Panama. Inga underarter finns listade.